# Біалетті

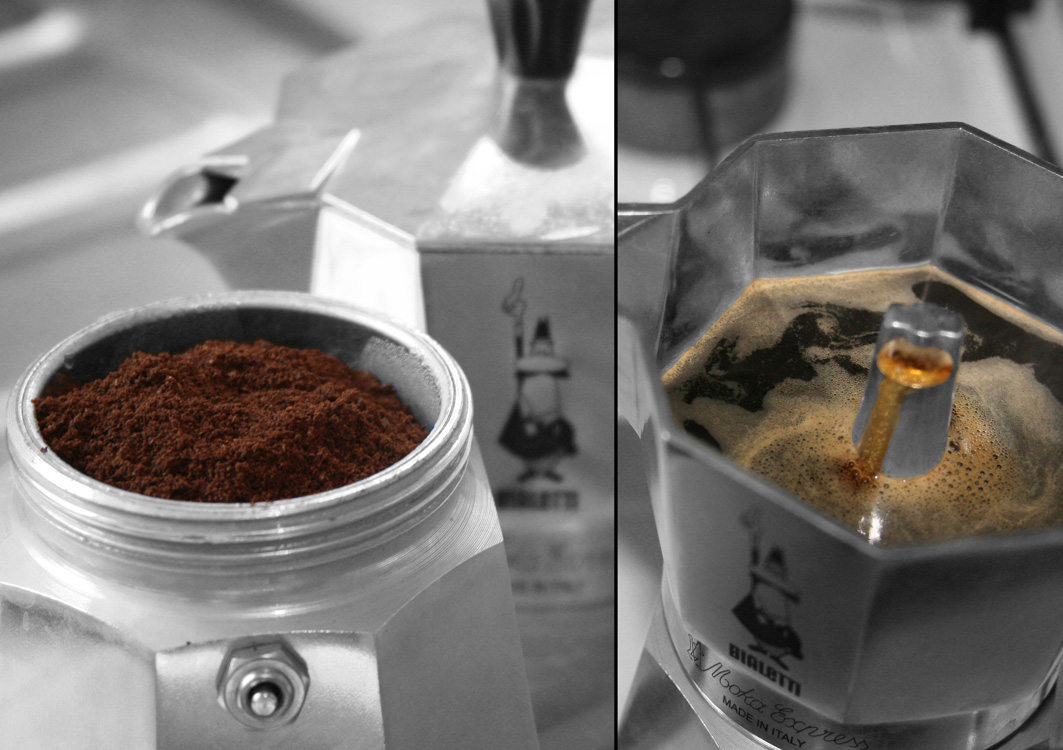

Bialetti Industrie S.p.A — це італійська компанія, що спеціалізується на виробництві невеликих приладів та інструментів для приготування їжі.
Альфонсо Біалетті (або Б'ялетті) (1888—1970) був інженером, який прославився придбанням винаходу Самюеля Паркера — гейзерної кавоварки. У 1933 році разом з сином Ренато вони запатентовали Moka Express й налагодили масове виробництво унікальних на той момент гейзерних кавоварок. Кавоварка Біалетті Moka Express стала комерційно успішною, оскільки давала змогу готувати еспресо в домашніх умовах. Це символ ностальгії для багатьох італійців і водночас — частина традиції італійського кавоваріння.

## Історія компанії «Біалетті»
Альфонсо Біалетті отримав навички обробки металу, працюючи протягом 10 років в алюмінієвій промисловості у Франції. До 1919 року він створив власну металургійну майстерню в Крузіналло для виготовлення алюмінієвих виробів: це стало основою компанії «Біалетті». Він перетворив свою майстерню Alfonso Bialetti & C. Fonderia in Conchiglia у студію дизайну та виробництва.
Після періоду кризи 1970-х і 1980-х років Bialetti злився з Rondine Italia в 1993 році і заснував нову компанію Bialetti Industrie S.p.A, розташовану в Брешіа.
Основною ключовою особою є Франческо Ранцоні, оскільки він фактично охоплює посади президента та виконавчого директора в компанії. Перші торговельні центри «Біалетті» за межами Італії були побудовані у Франції, Кань-сюр-Мер, а також в Іспанії, вМадриді.

### Дизайн
Використання алюмінію для виробництва корпусу кавового горщика також було відносно новим індустріальним поняттям, оскільки алюміній не був традиційним «побутовим металом». Незабаром матеріал став частіше використовуватися на кухні, і середина 1930-х років вважається золотою епохою виробництва алюмінієвих виробів для кухні.
Класичний дизайн кавоварки з його симетричним восьмигранним металевим корпусом легко впізнати. З моменту свого створення гейзерна кавоварка «Moka» стала найвідомішим у світі кавником, що наведено в Книзі рекордів Гіннеса — 90 % італійських сімей у даний час мають серед кухонного інвентаря хоча б один товар від бренду Bialetti. Дизайн Bialetti також надихає сучасних дизайнерів; Джуліан Лвін, дизайнер з Нью-Йорка, віддав належне Moka Express, створивши серію стільців «Dr. Octagon Espresso».

### Маркетинг
«Біалетті» — одна з перших італійських фірм, які визнали силу маркетингу і важливість спілкування з публікою. Слава корпорації Bialetti ще більше зміцнилася завдяки значним інвестиціям у рекламу на телевізійній програмі Carosello (1958).
Логотип «Біалетті» — маленький чоловічок з вусами «Re Inox», що підняв руку для замовлення чергової чашки кави, створений у 1950-і художником Полом Компані, вперше з'явився на телебаченні у 1950 році.
Компанія «Біалетті» перетворила мистецтво приготування кави у простий і природний процес, який став світовою класикою.